# Xã Franklin, Quận Jackson, Kansas
Xã Franklin (tiếng Anh: Franklin Township) là một xã thuộc quận Jackson, tiểu bang Kansas, Hoa Kỳ. Năm 2010, dân số của xã này là 1.022 người.